# Stipa-Caproni
Stipa-Caproni (nazywany również Caproni Stipa) – eksperymentalny włoski statek powietrzny zaprojektowany w 1932 przez Luigi Stipa, następnie zbudowany w firmie Caproni. Wyjątkowość konstrukcji polegała na umieszczeniu śmigła napędowego wewnątrz tunelu w kadłubie. Konstrukcja ta była krokiem w kierunku współczesnych silników turboodrzutowych.